# Nauru House
Das Nauru House ist ein 190 m hoher Wolkenkratzer in Melbourne. Es ist eine der Auslandsimmobilien, welche von der Inselrepublik Nauru in den 1980ern erworben wurde. Lokal ist der Wolkenkratzer als Birdshit Tower bekannt, da der Eigentümer Nauru durch Export von aus Seevögelexkrementen entstandenen Phosphaten großen Reichtum erlangte. Häufig wird das Gebäude aber auch nach seiner Adresse 80 Collins Street benannt. Zum Zeitpunkt seiner Einweihung im April 1977 war es kurzzeitig der höchste Wolkenkratzer in Australien, ehe es nach drei Monaten vom MLC Centre in Sydney übertroffen wurde.
2004 wurde das Gebäude von Gläubigern der nauruischen Regierung besetzt, so dass diese ihre Institutionen wie eine Filiale der Air Nauru, das nauruische Konsulat und die Präsidentensuite räumen musste. Im November 2004 wurde das Nauru House für etwa 140 Millionen australische Dollar an die Queensland Investment Corporation (QIC) verkauft.